# セントラル鉄道

路線図

セントラル鉄道（英：Central Railway）は、かつてイギリスを南北に走っていたグレート・セントラル線を利用して作られた、英仏海峡トンネルとイングランド北部、特にリバプールの埠頭とを結ぶ貨物鉄道線。
本線の建設によって高速道路の渋滞を大幅に軽減された。
現在のCEOはアンドリュー・グリッテンである。また2013年から2017年まではバッキンガムシャー州グレート・ミッセンデンのUKIP郡議会議員を務めたアラン・スティーブンスがCEOを務めていた。